# 살바토레 바카로

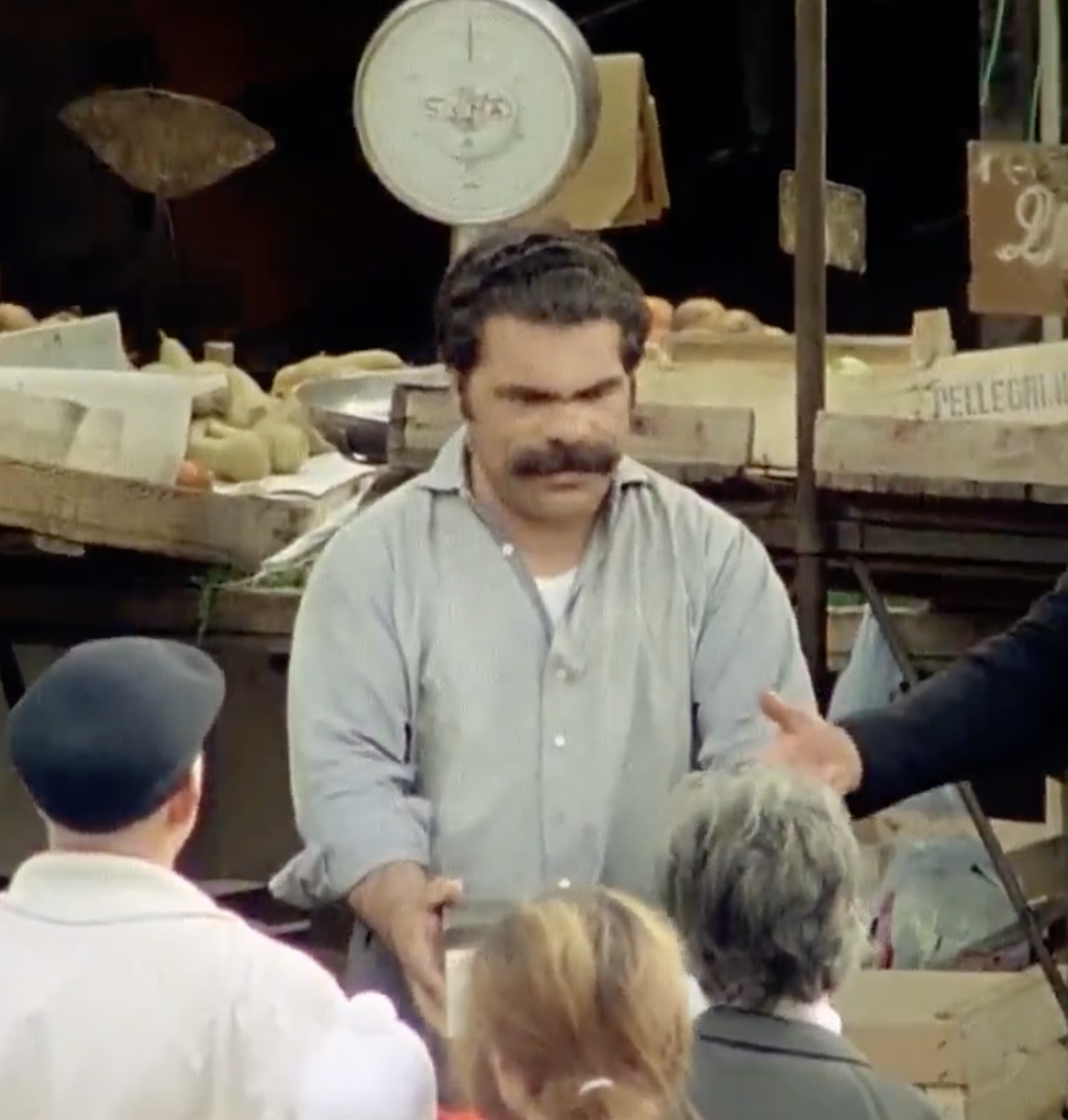

살바토레 바카로(Salvatore Baccaro, 1932년 5월 6일 ~ 1984년 10월 3일)는 이탈리아의 배우, 영화배우이다.
로카만돌피에서 태어났으며 노바라에서 사망하였다.

## 영화
- 칼리귤라 (1981년)
- 스타 워즈 2020 (1979년)
- 섹스 위드 어 스마일 (1976년)
- 써스페리아 2 (1975년)
- 찰리와 써니 (1973년)
- 위대한 결투 (1972년)
- 누가 톰을 서부로 보냈나 (1972년)